# Кюнг, Штефан
Штефан Кюнг (нем. Stefan Küng, род. 16 ноября 1993 в Виль, Швейцария) — швейцарский профессиональный трековый и шоссейный велогонщик, выступающий за команду UCI ProTeams Groupama-FDJ. Чемпион мира в командной гонке 2015 года. Двукратный Чемпион Швейцарии в индивидуальной гонке.
Профессиональную карьеру начал в 2015 году, и сразу выиграл этап Тура Романдии.

## Выступления
Трековые гонки
2013
- Чемпионат Европы U-23 на треке
  - 1-й  — U-23 индивидуальная разделка
  - 1-й  — U-23 командная разделка
- 3-й  — Чемпионат мира по трековым велогонкам

2014
- Чемпионат Европы U-23 на треке
  - 1-й  — U-23 индивидуальная разделка
  - 1-й  — U-23 командная разделка
- 2-й  — Чемпионат мира по трековым велогонкам

2015
- 1-й  — Чемпионат мира по трековым велогонкам

Шоссейные гонки
2010
- 7-й — Tour du Pays de Vaud

2011
- 1-й —  — Чемпионат Швейцарии среди юниоров
- 1-й — Tour de Berne - юниоры
- Игры малых государств Европы
  - 2-й — шоссейный гонки
  - 2-й — индивидуальные гонки
- 3-й — Чемпионат Европы по шоссейно-кольцевым велогонкам среди юниоров
- 3-й — Internationale Junioren Driedaagse
- 3-й — Tour du Pays de Vaud
  - 1-й на этапе 6
- 10-й — Grand Prix Rüebliland

2013
- Игры малых государств Европы
  - 1-й — индивидуальная гонка
  - 5-й — дорожная гонка
- 1-й —  — Чемпионат Швейцарии среди юниоров
- 1-й — Giro del Belvedere
- 3-й — Чемпионат Швейцарии среди юниоров по шоссейно-кольцевым гонкам
- 3-й — Chrono Champenois
- 6-й — Чемпионат мира по шоссейным велогонкам среди U-23 - индивидуальная гонка
- 9-й — Tour de Berne

2014
- Чемпионат Европы по шоссейным велогонкам среди U-23
  - 1-й  — индивидуальная гонка
  - 1-й  — разделка
- 1-й — Тур Нормандии
  - 1-й — Пролог
  - 1-й — молодёжная классификация
- 1-й — Flèche Ardennaise
- 2-й — Чемпионат Швейцарии по шоссейным гонкам
- 3-й — Чемпионат мира среди U-23 по шоссейным гонкам
- 8-й — Tour de Berne

2015
- 1-й  на Чемпионат мира по шоссейным велогонкам — TTT
- 1-й — Вольта Лимбург Классик
- 1-й на этапе 4 — Тур Романдии
- 4-й — Три дня Де-Панне

2016
- 1-й на этапе 5 (TTT)
- 2-й  на Чемпионат мира по шоссейным велогонкам — TTT
- 7-й — Три дня Де-Панне
- 9-й — Стер ЗЛМ Тур

2017
- 1-й на этапе 2 — Тур Романдии
- 1-й на этапе 1 (ТТТ) — Тиррено — Адриатико
- 1-й на этапе 1 (ТТТ) — Вуэльта Валенсии